# قائمة أعلام إندونيسيا
هذه قائمة بأعلام إندونيسيا، حيث تضم صورا ومعلومات حول الأعلام الإندونيسية الرسمية المستخدمة والأعلام التاريخية الأخرى.

## العلم الوطني
| العلم | التاريخ         | الاستخدام                      | وصف                                                           |
| ----- | --------------- | ------------------------------ | ------------------------------------------------------------- |
|       | 17 أغسطس 1945 – | علم إندونيسيا                  | يحتوي على اللونين الأحمر والأبيض على شكل أفقي                 |
|       | 17 أغسطس 1945 – | علم القوات البحرية الإندونيسية | تسعة خطوط أفقية متساوية من اللونين الأحمر والأبيض بشكل متناوب |

## أعلام الأقاليم

آتشيه
بالي
بنتن
بنغكولو
يوغياكارتا
جاكرتا
غورونتالو
جمبي
جاوة الغربية
جاوة الوسطى
جاوة الشرقية
كالمنتان الغربية
كالمنتان الوسطى
كالمنتان الشرقية
كالمنتان الشمالية
كليمنتان الجنوبية
بانغكا - بليتونغ
لامبونغ
مالوكو
مالوكو الشمالية
نوسا تنقارا الغربية
نوسا تنقارا الشرقية
بابوا
بابوا الغربية
رياو
جزر رياو
سولاوسي الجنوبية
سولاوسي الوسطى
سولاوسي الجنوبية الشرقية
سولاوسي الشمالية
سولاوسي الغربية
سومطرة الغربية
سومطرة الجنوبية
سومطرة الشمالية

## المقاطعات/المدن

مدينة باندونغ (يشبه علم الغابون)
مدينة يوغياكارتا

## الأعلام التاريخية

### أعلام الولايات فيالولايات المتحدة الإندونيسية

شرق إندونيسيا (1946–1950)
باسوندان (1948–1950)
جنوب سومطرة (1948–1950)
شرق سومطرة (1947–1950)
داياك الكبرى (1946–1950)
شرق جافا/مادورا (1948–1950)

### أقاليم سابقة

علم تيمور الشرقية قبل استقلالها عن إندونيسيا

### دول ما قبل الاستعمار/الممالك

سلطنة آتشيه
سلطنة أساهان
سلطنة بنجر
سلطنة بنتن
سلطنة بونتياناك
مملكة باراغويونغ
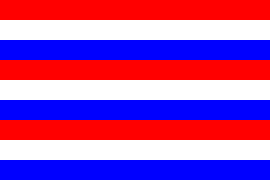
مملكة بالي
سلطنة غوا
سلطنة ماتارام
مانكونيغاران
سلطنة رياو لينغا (يشبه علم تركيا)
سلطنة سوراكارتا (يشبه علم النمسا)
سلطنة بولونجان
سلطنة سياك سري إندرابورا

### أعلام أخرى

العلم الرئاسي لإندونيسيا[1]

## أعلام الحركات الانفصالية

حركة آتشيه الحرة
حركةرياو الحرة
حركة بابوا الحرة
مولوكاس الجنوبية
حركة سيليبس الحرة

### دولة إندونيسيا المسلمة

العلم الرسمي للدولة
العلم الرسمي في الحرب
العلم الرسمي للجيش